# El Camiche
El Camiche är en ort i Mexiko.   Den ligger i kommunen Yurécuaro och delstaten Michoacán de Ocampo, i den centrala delen av landet, 300 km väster om huvudstaden Mexico City. El Camiche ligger 1 702 meter över havet och antalet invånare är 265.
Terrängen runt El Camiche är kuperad åt sydost, men åt nordväst är den platt. Terrängen runt El Camiche sluttar västerut. Runt El Camiche är det ganska tätbefolkat, med 199 invånare per kvadratkilometer. Närmaste större samhälle är Yurécuaro, 12,6 km väster om El Camiche. I omgivningarna runt El Camiche växer huvudsakligen savannskog.